# Stoep

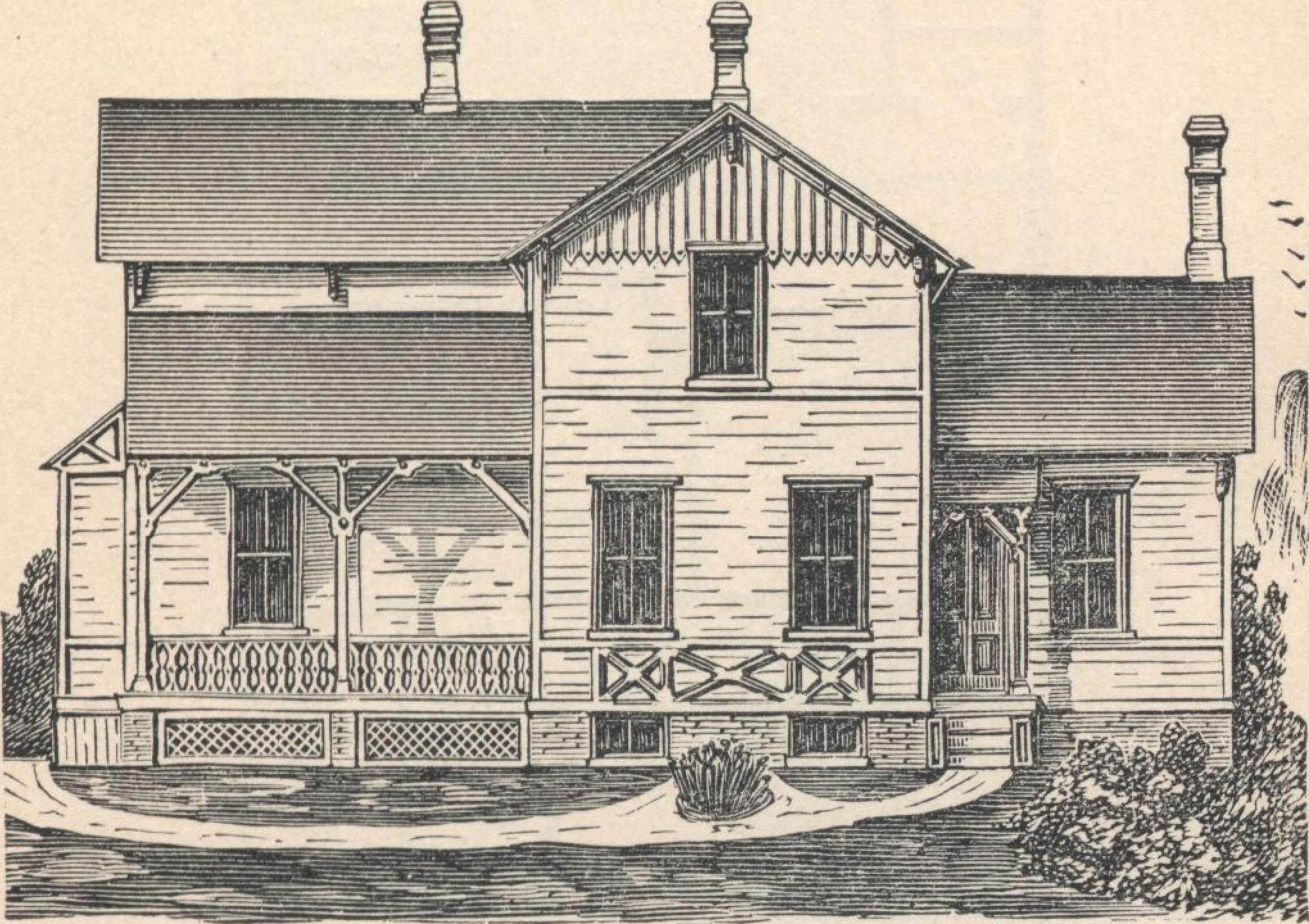
Stoep na grafice z końca XIX wieku

Stoep (ang. stoop) – weranda biegnąca wokół całego parteru lub umieszczana w styczności z frontową ścianą domu spotykana najczęściej w południowoafrykańskiej architekturze oraz w architekturze holenderskiej i w USA.